# Stolberg-Wernigerode
Stolberg-Wernigerode is een linie van het Huis Stolberg dat haar naam ontleent aan het Graafschap Wernigerode.

## Geschiedenis
Door erfenis kwam in 1429 het Graafschap Wernigerode aan het Huis Stolberg. In 1645 vond een splitsing van het geslacht plaats in de linie Stolberg-Wernigerode en de linie Stolberg-Stolberg. Het eerstgeboorterecht werd in 1738 ingevoerd en in 1742 werd de titel van rijksvorst verleend die later weer verviel. Op 22 oktober 1890 verleende de Pruisische koning Wilhelm II van Duitsland opnieuw de vorstentitel aan Otto zu Stolberg-Wernigerode (1837-1890) waarna opeenvolgend nageslacht bij eerstgeboorte die titel voert. Kinderen van de vorst voeren de titel prins(es), de andere telgen de titel graaf/gravin.

### Opvolgende vorsten
Otto zu Stolberg-Wernigerode (1837-1890), 1e vorst zu Stolberg-Wernigerode
- Christian-Ernst zu Stolberg-Wernigerode (1864-1940), 2e vorst zu Stolberg-Wernigerode
  - Botho zu Stolberg-Wernigerode (1898-1989), 3e vorst zu Stolberg-Wernigerode
    - Christian-Henrich zu Stolberg-Wernigerode (1922-2011), 4e vorst zu Stolberg-Wernigerode
      - Philipp zu Stolberg-Wernigerode (1967), 5e vorst zu Stolberg-Wernigerode